# Vườn quốc gia Khao Yai
Vườn quốc gia Khao Yai (tiếng Thái: เขาใหญ่) là một vườn quốc gia tại Thái Lan. Vườn quốc gia này nằm phần lớn trên đất của tỉnh Nakhon Ratchasima, nhưng cũng bao gồm một phần của các tỉnh Saraburi, tỉnh Prachinburi và tỉnh Nakhon Nayok. Đây là vườn quốc gia đầu tiên của Thái Lan được thành lập ngày 18 tháng 9 năm 1962. Boonsong Lekakul, một nhà bảo vệ môi trường nổi tiếng, có vai trò chính trong sự thiết lập vườn quốc gia này.
Vườn quốc gia này rộng thứ hai tại Thái Lan với diện tích 2.168 km² bao gồm rừng cây xanh và cỏ. Độ cao của vườn quốc gia dao động từ 400 m đến 1000 m so với mặt biển. Tại đây có 300 loài thực vật, 320 loài chim và 67 loài động vật có vú, trong đó có nhiều loài quý hiếm như gấu đen châu Á, voi châu Á, bò rừng, hổ, vượn, Nai Ấn Độ, Mang Ấn Độ, Chó rừng và Lợn rừng. Tại đây có thác nước Haew Naroknổi tiếng cao 80 mét.
Các nghiên cứu cuộc sống hoang dã gần đây cho thấy một số loài động vật, đặc biệt là loài hổ bị ảnh hưởng bởi các hoạt động của con người ở gần trung tâm vườn quốc gia.
Năm 1984, vườn quốc gia này được công nhận là Vườn di sản ASEAN. Và ngày 14 tháng 7 năm 2005, Vườn quốc gia Khao Yai cùng với dãy núi Dong Phaya Yen được UNESCO công nhận là Di sản thế giới dưới tên gọi "Tổ hợp rừng Dong Phaya Yen–Khao Yai".